# Висока техничка школа струковних студија Нови Београд
Висока техничка школа струковних студија „Нови Београд“ је основана 1974. године одлуком Владе СР Србије.

## Основне информације
Државна школа основана 1974. године. Образује стручњаке, у области производње засноване на новим технологијама, као и савременог инжењеринга и менаџмента.

## Историјат
Иза Високе техничке школе струковних студија Нови Београд стоји више деценијско искуство. Основано је на иницијативу тада великог металског комплекса Београда („Индустрија машина и трактора“, “Фабрика одливака и модела“, „Индустрија мотора Раковица“, „Бродоградилишта“, „ Индустрија прецизне механике“, “Југофунд“, „Крон“...).
Испуњеност за рад утврђена је Решењем број 022-144/74-04, од 10. септембра 1974. године, које је по тада важећим прописима, донео Републички секретаријат за образовање и културу.
Висока техничка школа је почела са радом у оквиру тадашњег Радничког универзитета „Нови Београд“ под називом Виша металска школа.
Пратећи све токове реформисања образовања Раднички универзитет „Нови Београд“ прерастао је у Политехничку академију а Виша металска школа у Вишу техничку школу, која је у њеном окриљу деловала све до почетка 2006. године.

## Школски простор и опрема
Рад Високе техничке школе струковних студија Нови Београд одвија се у простору који јој је припао након деобног биланса у Политехничкој академији (преко 1600 м2).
- кабинет за програмирање графичку симулацију израде предмета са управљачким јединицама
- Кабинет за програмирање у области развоја информационих система
- кабинети за програмирање и информатику
- кабинет за компјутерско графичко инжењерство
- радионица са ЦНЦ машинама за обраду метала и ДНЦ везама
- флексибилна технолошка линија са роботом као послужиоцем.

## Основне студије
Компјутерски машински системи
Студенти се опредељују за један од следећих модула:
- Компјутерско пројектовање и моделирање

- Компјутеризовани производни системи

Индустријско инжењерство
Студенти се опредељују за један од следећих модула:
- Индустријско инжењерство са менаџментом

- Индустријско инжењерство са информатиком

## Локација
Школа се налази у Булевару Зорана Ђинђића 152а, на Новом Београду. До школе се може доћи линијама Градског саобраћајног предузећа Београд 18, 45, 71, 72, 74, 75, 76, 77, 82 и 708 .